# Nazarov-cyclisatie
De Nazarov-cyclisatie is een organische reactie die gebruikt wordt voor de synthese van cyclopentenonen. Ze werd ontdekt door Ivan Nikolaevitsj Nazarov in 1949 bij zijn studie naar de omlegging van allyl-vinylketonen. 
Tegenwoordig bestaan er diverse varianten van de reactie. De klassieke Nazarov-cyclisatie omvat de activering van een divinylketon met een stoichiometrische hoeveelheid van een lewiszuur of een protisch zuur. De sleutelstap in het reactiemechanisme is een kationische 4π-elektrocyclisatie.

## Reactiemechanisme
Het mechanisme van de klassieke Nazarov-cyclisatie werd voor het eerst experimenteel opgehelderd door Shoppee als een intramoleculaire elektrocyclische reactie. Het zuurstofatoom van de carbonylgroep wordt geactiveerd door complexatie met het lewiszuur, zodat een pentadienylkation ontstaat. Dit intermediair ondergaat een volgens de Woodward-Hoffmann-regels thermische toegestane conrotatorische 4π-elektrocyclisatie. Hierbij ontstaat een oxy-allylkation dat een eliminatie ondergaat door verlies van een β-waterstofatoom. Tautomerisatie van het enol leidt tot vorming van het cyclopentenon.

## Reactieomstandigheden en tekortkomingen
Om de cyclisatie te initiëren zijn doorgaans vrij krachtige (lewis)zuren nodig; typische voorbeelden zijn titanium(IV)chloride, boortrifluoride en methaansulfonzuur. Zij zijn doorgaans niet compatibel met bepaalde functionele groepen in de rest van het substraat (zoals acetalen of silylenolethers), waardoor er een striktere beperking opgelegd wordt aan de structurele diversiteit van de substraten. Bovendien is het vaak nodig om meerdere equivalenten van de zure promotor toe te voegen, hetgeen nefast is voor de atoomeconomie van de reactie.
De eliminatiestap in de reactie is niet regioselectief: in het geval dat er meerdere β-waterstofatomen aanwezig zijn, dan kunnen er meerdere producten gevormd worden, die soms moeilijk te scheiden zijn van elkaar. Verder zorgt de eliminatie ervoor dat een potentieel stereogeen centrum verdwijnt.
De protonering van het enolaat en de daarop volgende keto-enoltautomerie is vaak niet stereoselectief en daarom kunnen meerdere producten als epimeren gevormd worden.